# Icositetracoron
En geometría, el icositetracoro o 24-cell (ambos términos se usan en este artículo en forma intercambiable) es el 4-politopo regular convexo con símbolo de Schläfli {3,4,3}. El icositetracoro es el único politopo regular convexo de 4 dimensiones que carece de un buen análogo tridimensional.

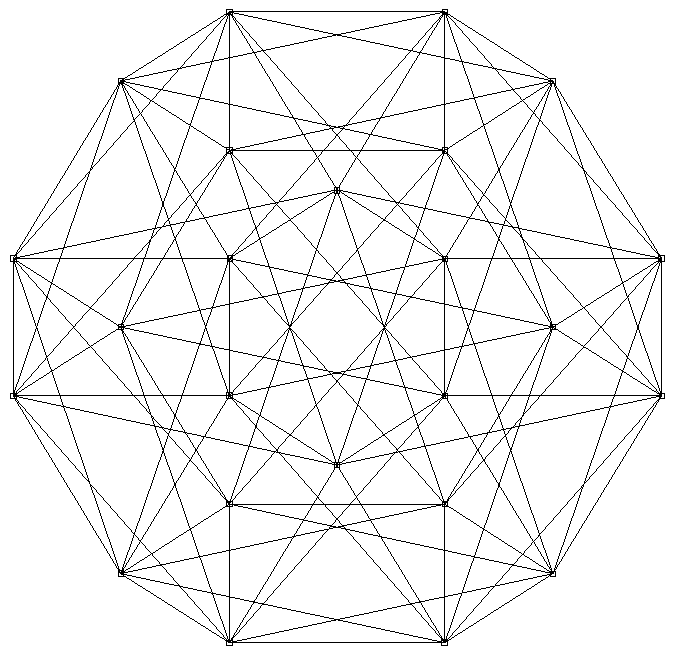
Proyección ortográfica de un 24-cell en dos dimensiones.

## Geometría
La envoltura del 24-cell se compone de 24 celdas en forma de octaedro, seis de las cuales se encuentran en cada vértice. En conjunto tienen 96 caras triangulares, 96 lados y 24 vértices. La figura del vértice es un cubo. El icositetracoro es auto-dual, haciéndolo el único politopo regular auto-dual que no es un polígono ni un símplex.

Proyección de un icositetracoro en rotación.

### Construcciones
Los vértices de un 24-cell centrados en el origen de un espacio tetradimensional, con lados de longitud 1, pueden darse como sigue: 8 vértices que se obtienen permutando
(±1, 0, 0, 0)
y 16 vértices de la forma
(±½, ±½, ±½, ±½)
Nótese que los primeros ocho vértices son los de un 16-cell regular, y los otros 16 son los del teseracto dual. Una construcción análoga en el espacio tridimensional da el dodecaedro rómbico que, sin embargo, no es regular. Podemos continuar dividiendo los últimos 16 vértices en dos grupos: los que tienen un número par de signos "menos" (−) y los que tienen un número impar. Cada grupo de ocho vértices también define un 16-cell regular. Los vértices del 24-cell pueden entonces ser agrupados en tres conjuntos de ocho, cada uno de los cuales define un 16-cell regular, y su complemento define el hipercubo dual.
Los vértices del 24-cell dual están determinados por las permutaciones de
(±1, ±1, 0, 0)
El 24-cell dual tiene lados de longitud {\displaystyle {\sqrt {2}}} y está inscrito en una esfera tetradimensional (3-esfera) de radio {\displaystyle {\sqrt {2}}}.
Otro método de construir un 24-cell es por rectificación de un 16-cell. La figura del vértice del 16-cell es un octaedro; por lo tanto, cortando los vértices del 16-cell por el punto medio de sus lados incidentes produce 8 celdas octaédricas. Este proceso también rectifica las celdas tetraédricas del 16-cell, que también se convierten en octaedros, formando las 24 celdas octaédricas del icositetracoro.

### Simetrías
Los 24 vértices del icositetracoro y su dual forman el sistema de raíces de tipo F4. Los 24 vértices del dual por sí forman el sistema de raíces de tipo D4. Cuando se los interpreta como cuaterniones la retícula de raíces F4 es cerrada bajo la multiplicación por lo tanto forma un anillo. Este es el anillo de los Cuaterniones integrales de Hurwitz. Los vértices del 24-cell forman el grupo de unidades (es decir, el grupo de elementos invertibles) en el anillo de cuaterniones de Hurwitz, grupo también conocido como grupo binario tetraédrico. Los vértices del 24-cell son precisamente los veinticuatro cuaterniones de Hurwitz con norma al cuadrado 1, y los vértices del 24-cell dual son aquellos con norma al cuadrado 2.
El grupo de simetría del icositetracoro es el grupo de Weyl de F4. Este es un grupo soluble de orden 1152.

### Teselaciones
Se puede teselar el espacio euclidiano de cuatro dimensiones mediante 24-cells regulares. El símbolo de Schläfli de esta teselación es {3,4,3,3}. La teselación dual, {3,3,4,3}, es una para los 16-cells regulares. Junto con la teselación del hipercubo regular, {4,3,3,4}, son las únicas teselaciones regulares de R4. La teselación por icositetracorones regulares puede describirse en términos de la retícula en F4: los 24-cells están centrados en los puntos con norma al cuadrado par (la subretícula D4), y los vértices forman el conjunto de todos los puntos con norma al cuadrado impar. Cada 24-cell tiene 24 vecinos con los que comparte un octaedro y 32 vecinos con los que comparte un único punto. En esta teselación, ocho icositetracoros se encuentran en cualquier vértice determinado.

Corte seccional animado de un 24-cell.

## Proyecciones
La proyección paralela con los vértices primero del 24-cell en espacio tridimensional tiene una envoltura rómbico-dodecaédrica. Doce de las 24 celdas octaédricas se proyectan en pares sobre seis dipirámides cuadradas que se encuentran en el centro del dodecaedro rómbico. Las 12 celdas restantes se proyectan sobre las 12 caras rómbicas del dodecaedro rómbico.
La proyección perspectiva con los vértices primero del 24-cell en el espacio tridimensional tiene una envoltura en forma de Tetraquishexaedro. La disposición de las celdas en esta imagen es similar a la imagen bajo proyección paralela.
La proyección paralela con las celdas primero del 24-cell en el espacio tridimensional tiene una envoltura en forma de cuboctaedro. Dos de las celdas octaédricas, la más cercana y la más lejana del observador a lo largo del eje W, se proyectan en un octaedro cuyos vértices yacen en el centro de las caras cuadradas del cuboctaedro. Rodeando este octaedro central yacen las proyecciones de otras 16 celdas, formando 8 pares cada uno de los cuales se proyecta sobre uno de los ocho volúmenes que yacen entre una cara triangular del octaedro central y la cara triangular más cercana del cuboctaedro. Las 6 celdas restantes se proyectan sobre las caras cuadradas del cuboctaedro.